# Geositta saxicolina
El minero alioscuro, (Geositta saxicolina), también denominado caminera de alas oscuras, caminera alioscura o minero andino, es una especie de ave paseriforme perteneciente al género Geositta de la familia Furnariidae. Es endémico de los Andes del centro de Perú.

## Distribución y hábitat
Se distribuye en los Andes del centro de Perú, en los departamentos de Pasco, Junín, Lima y Huancavelica.
Esta especie es considerada bastante común en sus hábitats naturales, las laderas rocosas con vegetación esparsa, a altitudes entre 4000 y 4900 m.

## Sistemática

### Descripción original
La especie G. saxicolina fue descrita originalmente por el ornitólogo polaco Władysław Taczanowski en el año 1875, bajo el mismo nombre científico. Su localidad tipo es: «Junín, Perú».

### Etimología
El nombre genérico femenino «Geositta» es una combinación de la palabra griega «geō»: suelo, y del género Sitta, con quien se pensaba que se asemejaban las especies de este género en la época de la descripción; y el nombre de la especie «saxicolina», proviene del latín moderno: que se asemeja a las especies del género Saxicola.

### Taxonomía
Similitudes en sus plumajes sugerían que la presente especie, Geositta punensis, G. rufipennis, y G. isabellina poseerían una relación más estrecha con respecto al resto de las especies del género. Sin embargo, los datos genéticos indican que hace parte de un clado que también incluye Geositta maritima, G. antarctica y G. isabellina. Es monotípica.